# Oliver Tarvet
Oliver Tarvet (St. Albans, 29 de octubre de 2003) es un tenista profesional británico. En Wimbledon 2025 llegó a segunda ronda y se convirtió en el primer tenista amateur en llegar al cuadro principal de Wimbledon, estando clasificado como 733 de la ATP. 

## Trayectoria
Tarvet nació en de St. Albans en Hertfordshire y se formó de joven en la Batchwood Tennis Academy. Juega al tenis universitario con el equipo de la Universidad de San Diego.
En junio de 2025, recibió una Wild Card para la clasificación a Wimbledon 2025, y en primera ronda se impuso en sets seguidos a Térence Atmane, decimocuarto cabeza de serie. En segunda ronda, derrotó al canadiense Alexis Galarneau, también en sets seguidos, antes de derrotar al belga Alexander Blockx, debutando en un Grand Slam.